# Isochromodes atristicta
Isochromodes atristicta là một loài bướm đêm trong họ Geometridae.